# Sinagoga de Padua de rito italiano
La sinagoga de Padua de rito italiano, construida en 1584 es la única sinagoga todavía en uso entre las muchas que florecieron en la ciudad universitaria de Padua desde el Renacimiento hasta la Segunda Guerra Mundial .
La sinagoga fue remodelada en 1581, 1631, 1830 y 1865. Se cerró en 1892 cuando la comunidad construyó una sinagoga moderna, pero volvió a abrir después de la guerra porque en 1943 los fascistas habían incendiado la sinagoga moderna.
La sinagoga se encuentra en el número 9 de via San Martino e Solferino, en el gueto histórico. Es el mismo edificio que alberga las oficinas de la comunidad judía de Padua . Los estudiantes visitantes de la universidad pueden unirse en oración con la congregación. Los visitantes pueden admirar la sinagoga contactando a la comunidad judía.
La sinagoga barroca mide 18 x 7 metros. Como es costumbre en las sinagogas de rito italiano, la bimah y el arca de la Torá se colocan en lados opuestos de la habitación, y el espacio intermedio se deja vacío para acoger la procesión. Por otro lado, lo que es inusual en la sinagoga de Padua es que el arca y la bimah se encuentran en las paredes más largas de la sinagoga.
El arca de la Torá, barroca y del siglo XVI, está realizada con la madera de un plátano que fue alcanzado por un rayo en el famoso jardín botánico de la Universidad. Tiene puertas doradas, cuatro columnas corintias de mármol negro con vetas blancas y follaje tallado. El dosel tiene la forma de un hastial roto.
A la "majestuosa" bimah se llega mediante un tramo curvo de ocho escalones a cada lado. Tiene un dosel octogonal sostenido por cuatro columnas y cuatro pilares (dos sobresalen de la pared). Los capiteles corintios de las columnas y pilares son dorados. Elaborados tallados barrocos coronan el dosel.
El techo está artesonado y pintado. El área entre el arca de la Torá y la bimah es una bóveda de cañón artesonado, con grandes rosetones barrocos profundamente tallados en cada nicho.
El histórico matroneo se colocó en un entrepiso (materialmente existente, pero en desuso). Hoy en día, la sinagoga tiene una sección para mujeres en el piso principal.

## Galería de imágenes

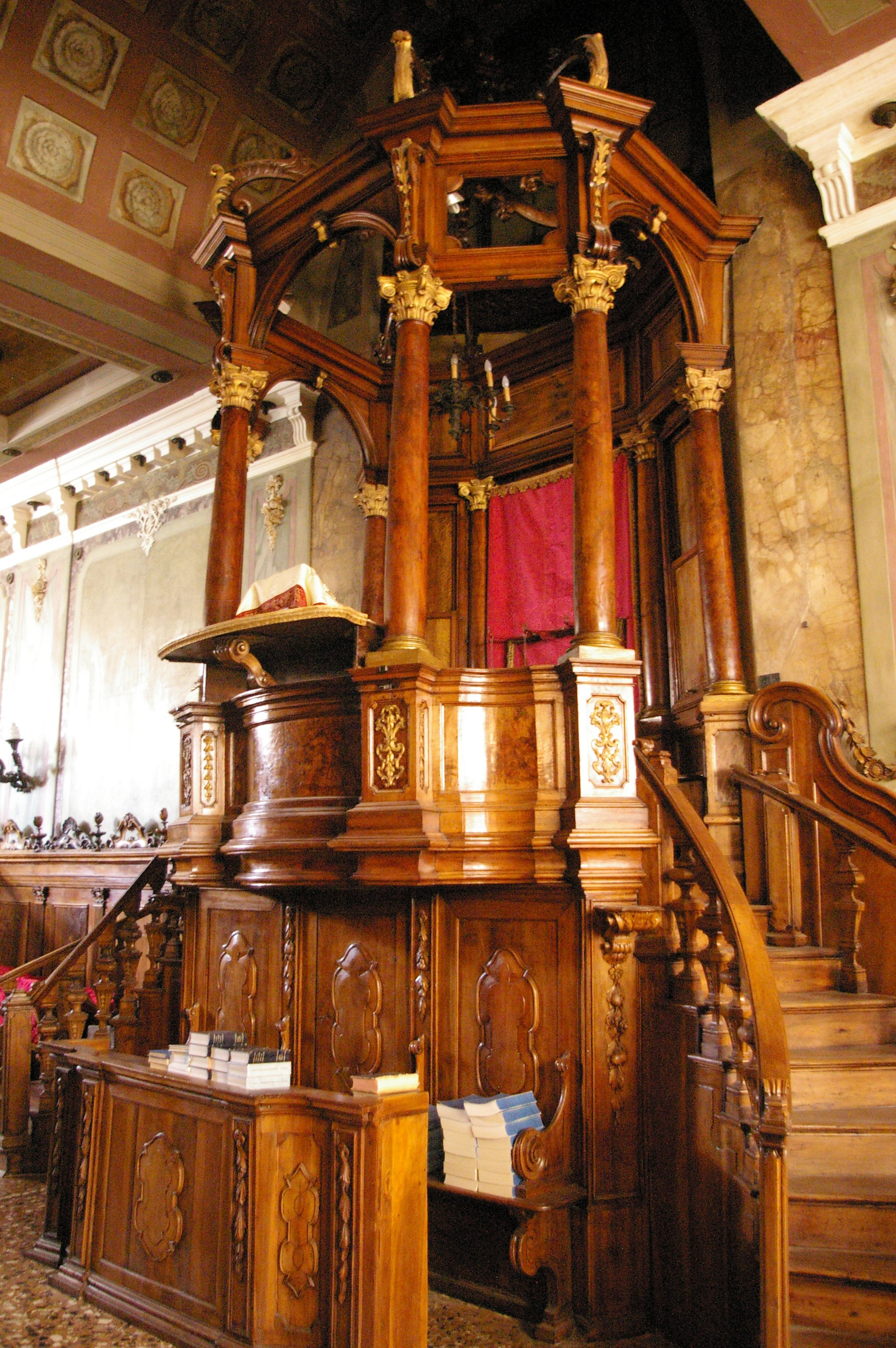
Bimah
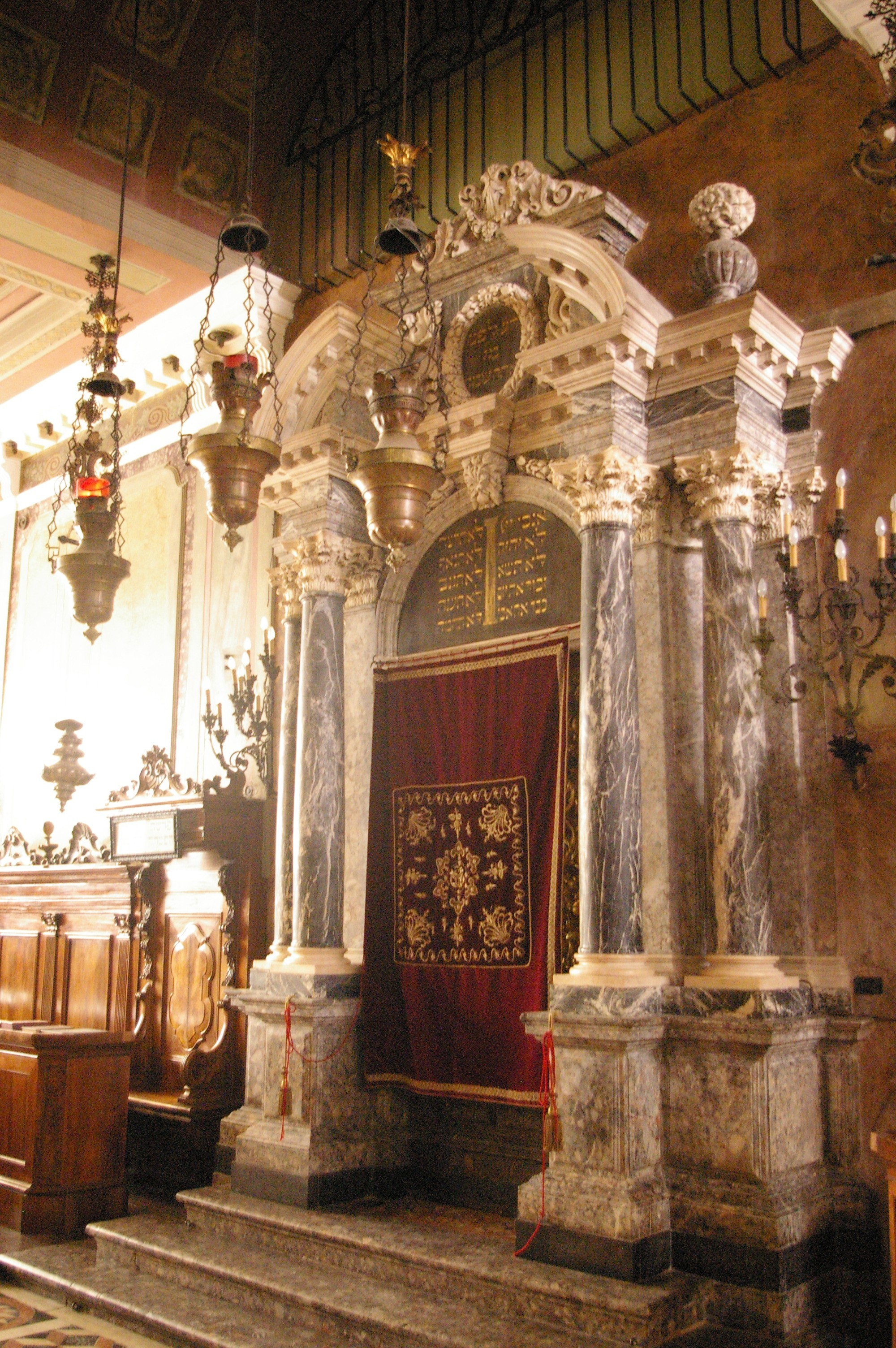
Arca de la Torá
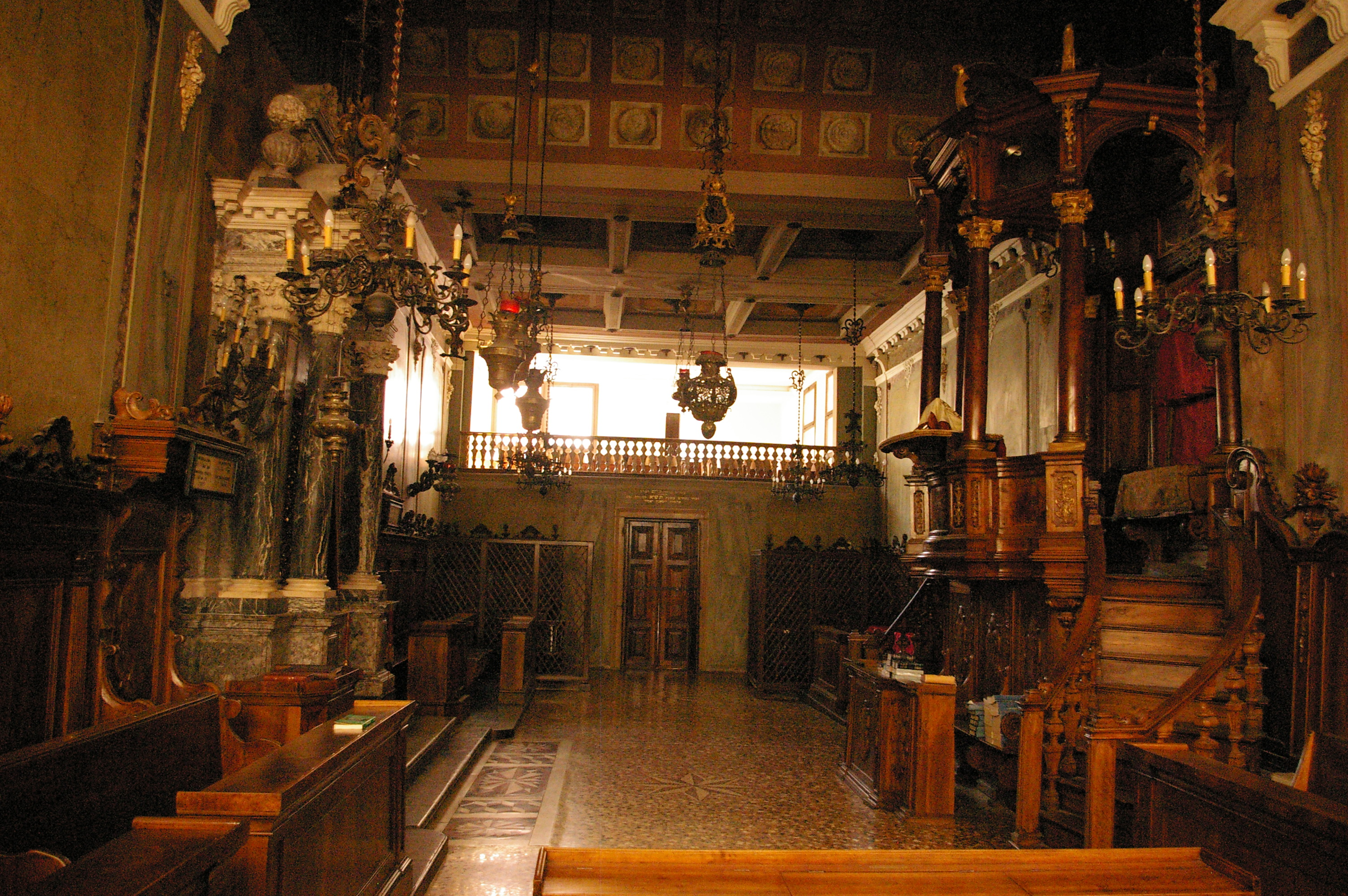
Vista del interior

## Otros proyectos
- Wikimedia Commons contiene imágenes u otros archivos de la  Sinagoga de Padua